# Ilhéu das Cabras - Ilha Terceira
Ilhéu das Cabras - Ilha Terceira este o arie protejată (arie de protecție specială avifaunistică — SPA) din Portugalia întinsă pe o suprafață de 28,14 ha, integral pe uscat.

## Localizare
Centrul sitului Ilhéu das Cabras - Ilha Terceira este situat la coordonatele 38°38′00″N 27°09′00″W / 38.6333°N 27.15°V.

## Înființare
Situl Ilhéu das Cabras - Ilha Terceira a fost declarat arie de protecție specială avifaunistică în martie 1990 pentru a proteja 4 specii de animale.

## Biodiversitate
Situată în ecoregiunea , aria protejată nu include niciun habitat protejat.
La baza desemnării sitului se află mai multe specii protejate de  păsări (4): Calonectris diomedea, Numenius phaeopus, Sterna dougallii, chiră de baltă (Sterna hirundo)
Pe lângă speciile protejate, pe teritoriul sitului au mai fost identificate 2 specii de păsări.